# Lista de distritos de Santa Catarina
Esta é a lista de distritos de Santa Catarina, que são subdivisões administrativas oficiais dos municípios brasileiros. Um distrito-sede se trata do distrito principal de um município, requerido por lei e nomeado homônimo ao município correspondente. Conforme o último mapeamento distrital atualizado em 2022, Santa Catarina possui 468 distritos oficialmente registrados, destes, 173 não constituem distrito-sede de município.
Os dados de população dos distritos estão de acordo com o Censo demográfico do Brasil de 2022.

## Distritos
| Município                    | Distrito                      | População | Situação      |
| ---------------------------- | ----------------------------- | --------- | ------------- |
| Abdon Batista                | Abdon Batista                 | 2 598     | Distrito-sede |
| Abelardo Luz                 | Abelardo Luz                  | 17 392    | Distrito-sede |
| Agrolândia                   | Agrolândia                    | 10 990    | Distrito-sede |
| Agronômica                   | Agronômica                    | 6 055     | Distrito-sede |
| Água Doce                    | Água Doce                     | 5 527     | Distrito-sede |
| Água Doce                    | Herciliópolis                 | 981       |               |
| Águas de Chapecó             | Águas de Chapecó              | 6 508     | Distrito-sede |
| Águas Frias                  | Águas Frias                   | 2 839     | Distrito-sede |
| Águas Mornas                 | Águas Mornas                  | 6 743     | Distrito-sede |
| Alfredo Wagner               | Alfredo Wagner                | 6 204     | Distrito-sede |
| Alfredo Wagner               | Arnópolis                     | 2 514     |               |
| Alfredo Wagner               | Catuíra                       | 897       |               |
| Alfredo Wagner               | São Leonardo                  | 866       |               |
| Alto Bela Vista              | Alto Bela Vista               | 1 856     | Distrito-sede |
| Anchieta                     | Anchieta                      | 5 943     | Distrito-sede |
| Angelina                     | Angelina                      | 2 809     | Distrito-sede |
| Angelina                     | Barra Clara                   | 1 565     |               |
| Angelina                     | Garcia                        | 984       |               |
| Anita Garibaldi              | Anita Garibaldi               | 6 887     | Distrito-sede |
| Anita Garibaldi              | Lagoa da Estiva               | 1 398     |               |
| Anitápolis                   | Anitápolis                    | 3 593     | Distrito-sede |
| Antônio Carlos               | Antônio Carlos                | 11 224    | Distrito-sede |
| Apiúna                       | Apiúna                        | 9 811     | Distrito-sede |
| Arabutã                      | Arabutã                       | 3 023     | Distrito-sede |
| Arabutã                      | Nova Estrela                  | 1 355     |               |
| Araquari                     | Araquari                      | 42 331    | Distrito-sede |
| Araquari                     | Itapocu                       | 2 952     |               |
| Araranguá                    | Araranguá                     | 63 795    | Distrito-sede |
| Araranguá                    | Hercílio Luz                  | 2 107     |               |
| Araranguá                    | Balneário Morro dos Conventos | 2 264     |               |
| Araranguá                    | Sanga da Toca                 | 3 756     |               |
| Armazém                      | Armazém                       | 8 834     | Distrito-sede |
| Arroio Trinta                | Arroio Trinta                 | 3 556     | Distrito-sede |
| Arvoredo                     | Arvoredo                      | 2 510     | Distrito-sede |
| Ascurra                      | Ascurra                       | 8 319     | Distrito-sede |
| Atalanta                     | Atalanta                      | 3 227     | Distrito-sede |
| Aurora                       | Aurora                        | 6 780     | Distrito-sede |
| Balneário Arroio do Silva    | Balneário Arroio do Silva     | 15 820    | Distrito-sede |
| Balneário Barra do Sul       | Balneário Barra do Sul        | 14 912    | Distrito-sede |
| Balneário Camboriú           | Balneário Camboriú            | 139 155   | Distrito-sede |
| Balneário Gaivota            | Balneário Gaivota             | 15 669    | Distrito-sede |
| Balneário Piçarras           | Balneário Piçarras            | 27 127    | Distrito-sede |
| Balneário Rincão             | Balneário Rincão              | 15 981    | Distrito-sede |
| Bandeirante                  | Bandeirante                   | 3 144     | Distrito-sede |
| Barra Bonita                 | Barra Bonita                  | 1 668     | Distrito-sede |
| Barra Velha                  | Barra Velha                   | 45 369    | Distrito-sede |
| Bela Vista do Toldo          | Bela Vista do Toldo           | 5 872     | Distrito-sede |
| Belmonte                     | Belmonte                      | 2 658     | Distrito-sede |
| Benedito Novo                | Benedito Novo                 | 8 067     | Distrito-sede |
| Benedito Novo                | Barra São João                | 1 365     |               |
| Benedito Novo                | Santa Maria                   | 1 088     |               |
| Biguaçu                      | Biguaçu                       | 69 551    | Distrito-sede |
| Biguaçu                      | Guaporanga                    | 6 207     |               |
| Biguaçu                      | Sorocaba do Sul               | 1 015     |               |
| Blumenau                     | Blumenau                      | 311 947   | Distrito-sede |
| Blumenau                     | Itoupava                      | 6 192     |               |
| Blumenau                     | Grande Garcia                 | 43 122    |               |
| Bocaina do Sul               | Bocaina do Sul                | 3 515     | Distrito-sede |
| Bom Jardim da Serra          | Bom Jardim da Serra           | 4 026     | Distrito-sede |
| Bom Jesus                    | Bom Jesus                     | 2 777     | Distrito-sede |
| Bom Jesus do Oeste           | Bom Jesus do Oeste            | 2 187     | Distrito-sede |
| Bom Retiro                   | Bom Retiro                    | 7 940     | Distrito-sede |
| Bom Retiro                   | Canoas                        | 478       |               |
| Bombinhas                    | Bombinhas                     | 25 058    | Distrito-sede |
| Botuverá                     | Botuverá                      | 5 363     | Distrito-sede |
| Braço do Norte               | Braço do Norte                | 33 773    | Distrito-sede |
| Braço do Trombudo            | Braço do Trombudo             | 4 026     | Distrito-sede |
| Brunópolis                   | Brunópolis                    | 2 105     | Distrito-sede |
| Brunópolis                   | Marombas                      | 384       |               |
| Brusque                      | Brusque                       | 141 385   | Distrito-sede |
| Caçador                      | Caçador                       | 71 738    | Distrito-sede |
| Caçador                      | Taquara Verde                 | 1 982     |               |
| Caibi                        | Caibi                         | 6 304     | Distrito-sede |
| Calmon                       | Calmon                        | 3 443     | Distrito-sede |
| Camboriú                     | Camboriú                      | 70 846    | Distrito-sede |
| Camboriú                     | Monte Alegre                  | 32 228    |               |
| Campo Alegre                 | Campo Alegre                  | 7 400     | Distrito-sede |
| Campo Alegre                 | Bateias de Baixo              | 3 683     |               |
| Campo Alegre                 | Fragosos                      | 1 418     |               |
| Campo Belo do Sul            | Campo Belo do Sul             | 7 257     | Distrito-sede |
| Campo Erê                    | Campo Erê                     | 9 623     | Distrito-sede |
| Campos Novos                 | Campos Novos                  | 31 041    | Distrito-sede |
| Campos Novos                 | Bela Vista                    | 641       |               |
| Campos Novos                 | Dal'Pai                       | 499       |               |
| Campos Novos                 | Encruzilhada                  | 1 173     |               |
| Campos Novos                 | Espinilho                     | 441       |               |
| Campos Novos                 | Ibicuí                        | 1 375     |               |
| Campos Novos                 | Leão                          | 1 019     |               |
| Campos Novos                 | Guarani                       | 743       |               |
| Canelinha                    | Canelinha                     | 12 821    | Distrito-sede |
| Canoinhas                    | Canoinhas                     | 30 281    | Distrito-sede |
| Canoinhas                    | Campo da Água Verde           | 16 567    |               |
| Canoinhas                    | Felipe Schmidt                | 1 916     |               |
| Canoinhas                    | Marcílio Dias                 | 1 949     |               |
| Canoinhas                    | Paula Pereira                 | 1 480     |               |
| Canoinhas                    | Pinheiros                     | 2 823     |               |
| Capão Alto                   | Capão Alto                    | 2 625     | Distrito-sede |
| Capinzal                     | Capinzal                      | 21 604    | Distrito-sede |
| Capinzal                     | Alto Alegre                   | 1 710     |               |
| Capivari de Baixo            | Capivari de Baixo             | 23 975    | Distrito-sede |
| Catanduvas                   | Catanduvas                    | 10 566    | Distrito-sede |
| Caxambu do Sul               | Caxambu do Sul                | 4 614     | Distrito-sede |
| Celso Ramos                  | Celso Ramos                   | 2 805     | Distrito-sede |
| Cerro Negro                  | Cerro Negro                   | 3 317     | Distrito-sede |
| Chapadão do Lageado          | Chapadão do Lageado           | 2 950     | Distrito-sede |
| Chapecó                      | Chapecó                       | 243 477   | Distrito-sede |
| Chapecó                      | Alto da Serra                 | 778       |               |
| Chapecó                      | Figueira                      | 3 310     |               |
| Chapecó                      | Gôio-En                       | 1 833     |               |
| Chapecó                      | Marechal Bormann              | 5 387     |               |
| Cocal do Sul                 | Cocal do Sul                  | 17 240    | Distrito-sede |
| Concórdia                    | Concórdia                     | 72 882    | Distrito-sede |
| Concórdia                    | Engenho Velho                 | 1 090     |               |
| Concórdia                    | Planalto                      | 1 972     |               |
| Concórdia                    | Presidente Kennedy            | 649       |               |
| Concórdia                    | Santo Antônio                 | 2 385     |               |
| Concórdia                    | Tamanduá                      | 2 668     |               |
| Cordilheira Alta             | Cordilheira Alta              | 3 182     | Distrito-sede |
| Cordilheira Alta             | Fernando Machado              | 1 599     |               |
| Coronel Freitas              | Coronel Freitas               | 10 388    | Distrito-sede |
| Coronel Martins              | Coronel Martins               | 2 065     | Distrito-sede |
| Correia Pinto                | Correia Pinto                 | 15 727    | Distrito-sede |
| Corupá                       | Corupá                        | 15 267    | Distrito-sede |
| Criciúma                     | Criciúma                      | 151 392   | Distrito-sede |
| Criciúma                     | Rio Maina                     | 63 101    |               |
| Cunha Porã                   | Cunha Porã                    | 10 953    | Distrito-sede |
| Cunhataí                     | Cunhataí                      | 1 968     | Distrito-sede |
| Curitibanos                  | Curitibanos                   | 38 614    | Distrito-sede |
| Curitibanos                  | Marombas Bossardi             | 871       |               |
| Curitibanos                  | Santa Cruz do Pery            | 560       |               |
| Descanso                     | Descanso                      | 6 964     | Distrito-sede |
| Descanso                     | Itajubá                       | 1 566     |               |
| Dionísio Cerqueira           | Dionísio Cerqueira            | 11 251    | Distrito-sede |
| Dionísio Cerqueira           | Idamar                        | 1 776     |               |
| Dionísio Cerqueira           | Jorge Lacerda                 | 994       |               |
| Dionísio Cerqueira           | São Pedro Tobias              | 987       |               |
| Dona Emma                    | Dona Emma                     | 4 221     | Distrito-sede |
| Doutor Pedrinho              | Doutor Pedrinho               | 3 637     | Distrito-sede |
| Entre Rios                   | Entre Rios                    | 3 402     | Distrito-sede |
| Ermo                         | Ermo                          | 2 269     | Distrito-sede |
| Erval Velho                  | Erval Velho                   | 4 447     | Distrito-sede |
| Erval Velho                  | Barra Fria                    | 438       |               |
| Faxinal dos Guedes           | Faxinal dos Guedes            | 9 656     | Distrito-sede |
| Faxinal dos Guedes           | Barra Grande                  | 1 536     |               |
| Flor do Sertão               | Flor do Sertão                | 1 783     | Distrito-sede |
| Florianópolis                | Florianópolis                 | 276 224   | Distrito-sede |
| Florianópolis                | Barra da Lagoa                | 6 353     |               |
| Florianópolis                | Cachoeira do Bom Jesus        | 27 783    |               |
| Florianópolis                | Campeche                      | 47 332    |               |
| Florianópolis                | Canasvieiras                  | 25 371    |               |
| Florianópolis                | Ingleses do Rio Vermelho      | 51 313    |               |
| Florianópolis                | Lagoa da Conceição            | 13 608    |               |
| Florianópolis                | Pântano do Sul                | 9 565     |               |
| Florianópolis                | Ratones                       | 5 823     |               |
| Florianópolis                | Ribeirão da Ilha              | 35 037    |               |
| Florianópolis                | Santo Antônio de Lisboa       | 8 051     |               |
| Florianópolis                | São João do Rio Vermelho      | 30 751    |               |
| Formosa do Sul               | Formosa do Sul                | 2 682     | Distrito-sede |
| Forquilhinha                 | Forquilhinha                  | 31 431    | Distrito-sede |
| Fraiburgo                    | Fraiburgo                     | 33 481    | Distrito-sede |
| Frei Rogério                 | Frei Rogério                  | 1 498     | Distrito-sede |
| Frei Rogério                 | Núcleo Tritícola              | 913       |               |
| Galvão                       | Galvão                        | 3 210     | Distrito-sede |
| Garopaba                     | Garopaba                      | 29 959    | Distrito-sede |
| Garuva                       | Garuva                        | 18 545    | Distrito-sede |
| Gaspar                       | Gaspar                        | 72 570    | Distrito-sede |
| Governador Celso Ramos       | Governador Celso Ramos        | 16 915    | Distrito-sede |
| Grão-Pará                    | Grão-Pará                     | 4 869     | Distrito-sede |
| Grão-Pará                    | Aiurê                         | 712       |               |
| Grão-Pará                    | Invernada                     | 696       |               |
| Gravatal                     | Gravatal                      | 12 435    | Distrito-sede |
| Guabiruba                    | Guabiruba                     | 24 543    | Distrito-sede |
| Guaraciaba                   | Guaraciaba                    | 9 927     | Distrito-sede |
| Guaraciaba                   | Ouro Verde                    | 869       |               |
| Guaramirim                   | Guaramirim                    | 46 711    | Distrito-sede |
| Guarujá do Sul               | Guarujá do Sul                | 4 829     | Distrito-sede |
| Guatambú                     | Guatambú                      | 7 440     | Distrito-sede |
| Guatambú                     | Fazenda Zandavalli            | 985       |               |
| Herval d'Oeste               | Herval d'Oeste                | 21 724    | Distrito-sede |
| Ibiam                        | Ibiam                         | 2 008     | Distrito-sede |
| Ibicaré                      | Ibicaré                       | 3 269     | Distrito-sede |
| Ibirama                      | Ibirama                       | 16 961    | Distrito-sede |
| Ibirama                      | Dalbérgia                     | 2 901     |               |
| Içara                        | Içara                         | 59 035    | Distrito-sede |
| Ilhota                       | Ilhota                        | 17 046    | Distrito-sede |
| Imaruí                       | Imaruí                        | 10 208    | Distrito-sede |
| Imaruí                       | Rio d'Una                     | 1 673     |               |
| Imbituba                     | Imbituba                      | 15 111    | Distrito-sede |
| Imbituba                     | Mirim                         | 23 417    |               |
| Imbituba                     | Vila Nova                     | 14 051    |               |
| Imbuia                       | Imbuia                        | 5 982     | Distrito-sede |
| Indaial                      | Indaial                       | 71 549    | Distrito-sede |
| Iomerê                       | Iomerê                        | 2 877     | Distrito-sede |
| Ipira                        | Ipira                         | 4 578     | Distrito-sede |
| Iporã do Oeste               | Iporã do Oeste                | 9 335     | Distrito-sede |
| Ipuaçu                       | Ipuaçu                        | 7 730     | Distrito-sede |
| Ipumirim                     | Ipumirim                      | 7 816     | Distrito-sede |
| Iraceminha                   | Iraceminha                    | 3 196     | Distrito-sede |
| Iraceminha                   | São José do Laranjal          | 790       |               |
| Irani                        | Irani                         | 10 195    | Distrito-sede |
| Irati                        | Irati                         | 2 069     | Distrito-sede |
| Irineópolis                  | Irineópolis                   | 7 519     | Distrito-sede |
| Irineópolis                  | Poço Preto                    | 2 766     |               |
| Itá                          | Itá                           | 7 067     | Distrito-sede |
| Itaiópolis                   | Itaiópolis                    | 16 973    | Distrito-sede |
| Itaiópolis                   | Iraputã                       | 1 246     |               |
| Itaiópolis                   | Itaió                         | 2 022     |               |
| Itaiópolis                   | Moema                         | 1 810     |               |
| Itajaí                       | Itajaí                        | 264 054   | Distrito-sede |
| Itapema                      | Itapema                       | 75 940    | Distrito-sede |
| Itapiranga                   | Itapiranga                    | 16 638    | Distrito-sede |
| Itapoá                       | Itapoá                        | 30 750    | Distrito-sede |
| Ituporanga                   | Ituporanga                    | 25 544    | Distrito-sede |
| Ituporanga                   | Rio Bonito                    | 981       |               |
| Jaborá                       | Jaborá                        | 4 310     | Distrito-sede |
| Jacinto Machado              | Jacinto Machado               | 10 624    | Distrito-sede |
| Jaguaruna                    | Jaguaruna                     | 20 375    | Distrito-sede |
| Jaraguá do Sul               | Jaraguá do Sul                | 182 660   | Distrito-sede |
| Jardinópolis                 | Jardinópolis                  | 1 776     | Distrito-sede |
| Joaçaba                      | Joaçaba                       | 28 428    | Distrito-sede |
| Joaçaba                      | Nova Petrópolis               | 691       |               |
| Joaçaba                      | Santa Helena                  | 1 027     |               |
| Joinville                    | Joinville                     | 593 034   | Distrito-sede |
| Joinville                    | Pirabeiraba                   | 23 283    |               |
| José Boiteux                 | José Boiteux                  | 5 985     | Distrito-sede |
| Jupiá                        | Jupiá                         | 2 555     | Distrito-sede |
| Lacerdópolis                 | Lacerdópolis                  | 2 094     | Distrito-sede |
| Lacerdópolis                 | São Roque                     | 154       |               |
| Lages                        | Lages                         | 162 625   | Distrito-sede |
| Lages                        | Índios                        | 1 678     |               |
| Lages                        | Santa Teresinha do Salto      | 678       |               |
| Laguna                       | Laguna                        | 40 945    | Distrito-sede |
| Laguna                       | Ribeirão Pequeno              | 1 840     |               |
| Lajeado Grande               | Lajeado Grande                | 1 702     | Distrito-sede |
| Laurentino                   | Laurentino                    | 7 932     | Distrito-sede |
| Lauro Müller                 | Lauro Müller                  | 8 593     | Distrito-sede |
| Lauro Müller                 | Barro Branco                  | 2 704     |               |
| Lauro Müller                 | Guatá                         | 3 084     |               |
| Lebon Régis                  | Lebon Régis                   | 10 832    | Distrito-sede |
| Lebon Régis                  | São Sebastião do Sul          | 640       |               |
| Leoberto Leal                | Leoberto Leal                 | 3 330     | Distrito-sede |
| Lindóia do Sul               | Lindóia do Sul                | 4 549     | Distrito-sede |
| Lontras                      | Lontras                       | 12 873    | Distrito-sede |
| Luiz Alves                   | Luiz Alves                    | 11 684    | Distrito-sede |
| Luzerna                      | Luzerna                       | 5 794     | Distrito-sede |
| Macieira                     | Macieira                      | 1 778     | Distrito-sede |
| Mafra                        | Mafra                         | 50 172    | Distrito-sede |
| Mafra                        | Bela Vista do Sul             | 2 768     |               |
| Mafra                        | Rio Preto do Sul              | 2 346     |               |
| Major Gercino                | Major Gercino                 | 2 089     | Distrito-sede |
| Major Gercino                | Boiteuxburgo                  | 460       |               |
| Major Gercino                | Pinheiral                     | 665       |               |
| Major Vieira                 | Major Vieira                  | 7 425     | Distrito-sede |
| Maracajá                     | Maracajá                      | 7 815     | Distrito-sede |
| Maravilha                    | Maravilha                     | 28 251    | Distrito-sede |
| Marema                       | Marema                        | 2 184     | Distrito-sede |
| Massaranduba                 | Massaranduba                  | 17 162    | Distrito-sede |
| Matos Costa                  | Matos Costa                   | 2 761     | Distrito-sede |
| Meleiro                      | Meleiro                       | 5 222     | Distrito-sede |
| Meleiro                      | Sapiranga                     | 1 784     |               |
| Mirim Doce                   | Mirim Doce                    | 2 511     | Distrito-sede |
| Modelo                       | Modelo                        | 4 080     | Distrito-sede |
| Mondaí                       | Mondaí                        | 10 066    | Distrito-sede |
| Monte Carlo                  | Monte Carlo                   | 9 117     | Distrito-sede |
| Monte Castelo                | Monte Castelo                 | 6 820     | Distrito-sede |
| Monte Castelo                | Residência Fuck               | 916       |               |
| Morro da Fumaça              | Morro da Fumaça               | 14 872    | Distrito-sede |
| Morro da Fumaça              | Estação Cocal                 | 3 665     |               |
| Morro Grande                 | Morro Grande                  | 3 010     | Distrito-sede |
| Navegantes                   | Navegantes                    | 86 401    | Distrito-sede |
| Nova Erechim                 | Nova Erechim                  | 5 155     | Distrito-sede |
| Nova Itaberaba               | Nova Itaberaba                | 4 536     | Distrito-sede |
| Nova Trento                  | Nova Trento                   | 11 504    | Distrito-sede |
| Nova Trento                  | Aguti                         | 602       |               |
| Nova Trento                  | Claraíba                      | 1 621     |               |
| Nova Veneza                  | Nova Veneza                   | 5 582     | Distrito-sede |
| Nova Veneza                  | Nossa Senhora do Caravagio    | 4 207     |               |
| Nova Veneza                  | São Bento Baixo               | 3 875     |               |
| Novo Horizonte               | Novo Horizonte                | 2 643     | Distrito-sede |
| Orleans                      | Orleans                       | 19 758    | Distrito-sede |
| Orleans                      | Pindotiba                     | 1 421     |               |
| Orleans                      | Rio das Furnas                | 447       |               |
| Orleans                      | Barracão                      | 606       |               |
| Orleans                      | Brusque do Sul                | 700       |               |
| Orleans                      | Rio Pinheiros                 | 729       |               |
| Otacílio Costa               | Otacílio Costa                | 17 312    | Distrito-sede |
| Ouro                         | Ouro                          | 6 376     | Distrito-sede |
| Ouro                         | Santa Lúcia                   | 656       |               |
| Ouro Verde                   | Ouro Verde                    | 2 181     | Distrito-sede |
| Paial                        | Paial                         | 1 927     | Distrito-sede |
| Painel                       | Painel                        | 2 215     | Distrito-sede |
| Palhoça                      | Palhoça                       | 198 286   | Distrito-sede |
| Palhoça                      | Enseada de Brito              | 24 312    |               |
| Palma Sola                   | Palma Sola                    | 7 005     | Distrito-sede |
| Palma Sola                   | Cerro Azul                    | 148       |               |
| Palma Sola                   | Rene Damo                     | 452       |               |
| Palmeira                     | Palmeira                      | 2 561     | Distrito-sede |
| Palmitos                     | Palmitos                      | 11 241    | Distrito-sede |
| Palmitos                     | Diamantina                    | 985       |               |
| Palmitos                     | Oldemburg                     | 1 210     |               |
| Palmitos                     | Santa Lúcia                   | 2 190     |               |
| Papanduva                    | Papanduva                     | 18 144    | Distrito-sede |
| Papanduva                    | Nova Cultura                  | 1 006     |               |
| Paraíso                      | Paraíso                       | 3 379     | Distrito-sede |
| Paraíso                      | Grápia                        | 888       |               |
| Passo de Torres              | Passo de Torres               | 9 951     | Distrito-sede |
| Passo de Torres              | Balneário Rosa do Mar         | 2 946     |               |
| Passos Maia                  | Passos Maia                   | 4 034     | Distrito-sede |
| Paulo Lopes                  | Paulo Lopes                   | 9 063     | Distrito-sede |
| Pedras Grandes               | Pedras Grandes                | 3 039     | Distrito-sede |
| Pedras Grandes               | Azambuja                      | 1 206     |               |
| Penha                        | Penha                         | 33 663    | Distrito-sede |
| Peritiba                     | Peritiba                      | 2 992     | Distrito-sede |
| Pescaria Brava               | Pescaria Brava                | 10 190    | Distrito-sede |
| Petrolândia                  | Petrolândia                   | 4 643     | Distrito-sede |
| Petrolândia                  | Rio Antinha                   | 2 073     |               |
| Pinhalzinho                  | Pinhalzinho                   | 21 396    | Distrito-sede |
| Pinhalzinho                  | Machado                       | 576       |               |
| Pinheiro Preto               | Pinheiro Preto                | 3 473     | Distrito-sede |
| Piratuba                     | Piratuba                      | 5 020     | Distrito-sede |
| Piratuba                     | Uruguai                       | 749       |               |
| Planalto Alegre              | Planalto Alegre               | 2 946     | Distrito-sede |
| Pomerode                     | Pomerode                      | 34 289    | Distrito-sede |
| Ponte Alta                   | Ponte Alta                    | 4 437     | Distrito-sede |
| Ponte Alta do Norte          | Ponte Alta do Norte           | 3 210     | Distrito-sede |
| Ponte Serrada                | Ponte Serrada                 | 7 615     | Distrito-sede |
| Ponte Serrada                | Baía Alta                     | 3 034     |               |
| Porto Belo                   | Porto Belo                    | 27 688    | Distrito-sede |
| Porto União                  | Porto União                   | 29 847    | Distrito-sede |
| Porto União                  | Santa Cruz do Timbó           | 2 238     |               |
| Porto União                  | São Miguel da Serra           | 885       |               |
| Pouso Redondo                | Pouso Redondo                 | 14 928    | Distrito-sede |
| Pouso Redondo                | Aterrado Torto                | 2 195     |               |
| Praia Grande                 | Praia Grande                  | 7 490     | Distrito-sede |
| Praia Grande                 | Cachoeira de Fátima           | 780       |               |
| Presidente Castello Branco   | Presidente Castello Branco    | 1 689     | Distrito-sede |
| Presidente Getúlio           | Presidente Getúlio            | 18 169    | Distrito-sede |
| Presidente Getúlio           | Mirador                       | 1 841     |               |
| Presidente Nereu             | Presidente Nereu              | 2 301     | Distrito-sede |
| Princesa                     | Princesa                      | 2 964     | Distrito-sede |
| Quilombo                     | Quilombo                      | 11 022    | Distrito-sede |
| Rancho Queimado              | Rancho Queimado               | 2 014     | Distrito-sede |
| Rancho Queimado              | Taquaras                      | 1 265     |               |
| Rio das Antas                | Rio das Antas                 | 3 707     | Distrito-sede |
| Rio das Antas                | Ipoméia                       | 2 546     |               |
| Rio do Campo                 | Rio do Campo                  | 6 452     | Distrito-sede |
| Rio do Oeste                 | Rio do Oeste                  | 7 747     | Distrito-sede |
| Rio do Sul                   | Rio do Sul                    | 72 587    | Distrito-sede |
| Rio dos Cedros               | Rio dos Cedros                | 8 200     | Distrito-sede |
| Rio dos Cedros               | Cedro Alto                    | 2 665     |               |
| Rio Fortuna                  | Rio Fortuna                   | 4 847     | Distrito-sede |
| Rio Negrinho                 | Rio Negrinho                  | 36 417    | Distrito-sede |
| Rio Negrinho                 | Vila de Volta Grande          | 2 844     |               |
| Rio Rufino                   | Rio Rufino                    | 2 397     | Distrito-sede |
| Riqueza                      | Riqueza                       | 4 768     | Distrito-sede |
| Rodeio                       | Rodeio                        | 12 757    | Distrito-sede |
| Romelândia                   | Romelândia                    | 4 823     | Distrito-sede |
| Salete                       | Salete                        | 7 489     | Distrito-sede |
| Saltinho                     | Saltinho                      | 3 632     | Distrito-sede |
| Salto Veloso                 | Salto Veloso                  | 4 390     | Distrito-sede |
| Sangão                       | Sangão                        | 6 348     | Distrito-sede |
| Sangão                       | Morro Grande                  | 6 534     |               |
| Santa Cecília                | Santa Cecília                 | 15 546    | Distrito-sede |
| Santa Helena                 | Santa Helena                  | 2 425     | Distrito-sede |
| Santa Rosa de Lima           | Santa Rosa de Lima            | 2 088     | Distrito-sede |
| Santa Rosa do Sul            | Santa Rosa do Sul             | 9 792     | Distrito-sede |
| Santa Terezinha              | Santa Terezinha               | 4 653     | Distrito-sede |
| Santa Terezinha              | Craveiro                      | 1 539     |               |
| Santa Terezinha              | Rio da Anta                   | 1 874     |               |
| Santa Terezinha do Progresso | Santa Terezinha do Progresso  | 2 576     | Distrito-sede |
| Santiago do Sul              | Santiago do Sul               | 1 651     | Distrito-sede |
| Santo Amaro da Imperatriz    | Santo Amaro da Imperatriz     | 27 272    | Distrito-sede |
| São Bento do Sul             | São Bento do Sul              | 83 277    | Distrito-sede |
| São Bernardino               | São Bernardino                | 2 684     | Distrito-sede |
| São Bonifácio                | São Bonifácio                 | 2 946     | Distrito-sede |
| São Carlos                   | São Carlos                    | 10 282    | Distrito-sede |
| São Cristóvão do Sul         | São Cristóvão do Sul          | 6 084     | Distrito-sede |
| São Domingos                 | São Domingos                  | 8 087     | Distrito-sede |
| São Domingos                 | Maratá                        | 560       |               |
| São Domingos                 | Vila Milani                   | 579       |               |
| São Francisco do Sul         | São Francisco do Sul          | 50 119    | Distrito-sede |
| São Francisco do Sul         | Saí                           | 2 555     |               |
| São João Batista             | São João Batista              | 30 920    | Distrito-sede |
| São João Batista             | Tijipió                       | 1 767     |               |
| São João do Itaperiú         | São João do Itaperiú          | 4 463     | Distrito-sede |
| São João do Oeste            | São João do Oeste             | 6 295     | Distrito-sede |
| São João do Sul              | São João do Sul               | 2 974     | Distrito-sede |
| São João do Sul              | Vila Conceição                | 2 416     |               |
| São João do Sul              | Vila Santa Catarina           | 3 278     |               |
| São Joaquim                  | São Joaquim                   | 24 248    | Distrito-sede |
| São Joaquim                  | Pericó                        | 665       |               |
| São Joaquim                  | Santa Izabel                  | 541       |               |
| São Joaquim                  | São Sebastião do Arvoredo     | 485       |               |
| São José                     | São José                      | 31 045    | Distrito-sede |
| São José                     | Barreiros                     | 125 037   |               |
| São José                     | Centro Histórico de São José  | 114 217   |               |
| São José do Cedro            | São José do Cedro             | 12 307    | Distrito-sede |
| São José do Cedro            | Mariflor                      | 824       |               |
| São José do Cedro            | Padre Reus                    | 1 036     |               |
| São José do Cerrito          | São José do Cerrito           | 6 771     | Distrito-sede |
| São José do Cerrito          | Salto dos Marianos            | 1 937     |               |
| São Lourenço do Oeste        | São Lourenço do Oeste         | 20 339    | Distrito-sede |
| São Lourenço do Oeste        | Frederico Wastner             | 1 058     |               |
| São Lourenço do Oeste        | Presidente Juscelino          | 2 138     |               |
| São Lourenço do Oeste        | São Roque                     | 1 256     |               |
| São Ludgero                  | São Ludgero                   | 13 509    | Distrito-sede |
| São Martinho                 | São Martinho                  | 2 987     | Distrito-sede |
| São Martinho                 | Vargem do Cedro               | 418       |               |
| São Miguel da Boa Vista      | São Miguel da Boa Vista       | 1 781     | Distrito-sede |
| São Miguel do Oeste          | São Miguel do Oeste           | 44 330    | Distrito-sede |
| São Pedro de Alcântara       | São Pedro de Alcântara        | 5 776     | Distrito-sede |
| Saudades                     | Saudades                      | 8 954     | Distrito-sede |
| Saudades                     | Juvêncio                      | 1 311     |               |
| Schroeder                    | Schroeder                     | 20 061    | Distrito-sede |
| Seara                        | Seara                         | 16 274    | Distrito-sede |
| Seara                        | Caraíba                       | 1 264     |               |
| Seara                        | Nova Teutônia                 | 1 082     |               |
| Serra Alta                   | Serra Alta                    | 3 303     | Distrito-sede |
| Siderópolis                  | Siderópolis                   | 13 714    | Distrito-sede |
| Sombrio                      | Sombrio                       | 23 682    | Distrito-sede |
| Sombrio                      | Boa Esperança                 | 2 208     |               |
| Sombrio                      | Nova Guarita                  | 4 101     |               |
| Sul Brasil                   | Sul Brasil                    | 2 832     | Distrito-sede |
| Taió                         | Taió                          | 17 222    | Distrito-sede |
| Taió                         | Passo Manso                   | 1 088     |               |
| Tangará                      | Tangará                       | 6 760     | Distrito-sede |
| Tangará                      | Irakitan                      | 723       |               |
| Tangará                      | Marari                        | 660       |               |
| Tigrinhos                    | Tigrinhos                     | 2 329     | Distrito-sede |
| Tijucas                      | Tijucas                       | 51 592    | Distrito-sede |
| Timbé do Sul                 | Timbé do Sul                  | 5 386     | Distrito-sede |
| Timbó                        | Timbó                         | 46 099    | Distrito-sede |
| Timbó Grande                 | Timbó Grande                  | 7 342     | Distrito-sede |
| Três Barras                  | Três Barras                   | 10 629    | Distrito-sede |
| Três Barras                  | São Cristóvão                 | 9 117     |               |
| Treviso                      | Treviso                       | 3 782     | Distrito-sede |
| Treze de Maio                | Treze de Maio                 | 6 252     | Distrito-sede |
| Treze de Maio                | São Gabriel                   | 1 110     |               |
| Treze Tílias                 | Treze Tílias                  | 8 787     | Distrito-sede |
| Trombudo Central             | Trombudo Central              | 7 274     | Distrito-sede |
| Tubarão                      | Tubarão                       | 110 088   | Distrito-sede |
| Tunápolis                    | Tunápolis                     | 4 916     | Distrito-sede |
| Turvo                        | Turvo                         | 12 099    | Distrito-sede |
| Turvo                        | Morro Chato                   | 944       |               |
| União do Oeste               | União do Oeste                | 2 774     | Distrito-sede |
| Urubici                      | Urubici                       | 7 858     | Distrito-sede |
| Urubici                      | Águas Brancas                 | 1 623     |               |
| Urubici                      | Santa Teresinha               | 1 353     |               |
| Urupema                      | Urupema                       | 2 656     | Distrito-sede |
| Urussanga                    | Urussanga                     | 20 919    | Distrito-sede |
| Vargeão                      | Vargeão                       | 3 634     | Distrito-sede |
| Vargem                       | Vargem                        | 2 627     | Distrito-sede |
| Vargem Bonita                | Vargem Bonita                 | 4 576     | Distrito-sede |
| Vidal Ramos                  | Vidal Ramos                   | 6 189     | Distrito-sede |
| Videira                      | Videira                       | 52 850    | Distrito-sede |
| Videira                      | Anta Gorda                    | 1 370     |               |
| Videira                      | Lourdes                       | 1 246     |               |
| Vitor Meireles               | Vitor Meireles                | 5 066     | Distrito-sede |
| Vitor Meireles               | Barra da Prata                | 304       |               |
| Witmarsum                    | Witmarsum                     | 4 255     | Distrito-sede |
| Xanxerê                      | Xanxerê                       | 50 991    | Distrito-sede |
| Xanxerê                      | Cambuinzal                    | 616       |               |
| Xavantina                    | Xavantina                     | 1 912     | Distrito-sede |
| Xavantina                    | Linha das Palmeiras           | 1 741     |               |
| Xaxim                        | Xaxim                         | 30 564    | Distrito-sede |
| Xaxim                        | Anita Garibaldi               | 339       |               |
| Xaxim                        | Diadema                       | 1 015     |               |
| Zortéa                       | Zortéa                        | 3 930     | Distrito-sede |